# Luka Šamanić
Luka Šamanić (Zagreb; 1 de septiembre de 2000) es un jugador de baloncesto croata que juega para el Baskonia de la Liga ACB. Con 2,08 metros de estatura, juega en la posición de ala-pívot.

## Carrera deportiva

### Europa
Formado en la cantera del KK Zagreb. En 2016, fue considerado como el segundo mejor jugador de su generación (año 2000), según el portal Eurohopes, especialista en promesas. Realizó un gran torneo Adidas Next Generation durante el Eurocamp de Treviso. Al acabar dicho torneo, se incorporó a la disciplina del FC Barcelona con apenas 16 años para jugar en categoría júnior, firmando un contrato por varias temporadas.
En la temporada 2017/18 forma parte del filial del FC Barcelona B, que juega en LEB Oro.
En mayo de 2018 dejó la disciplina del Barça para incorporarse al KK Union Olimpija de la liga eslovena.

### NBA
Fue elegido en la decimonovena posición del Draft de la NBA de 2019 por San Antonio Spurs.
Tras dos temporadas en San Antonio, en las que alternó con el filial de la G League, los Austin Spurs, el 11 de octubre de 2021 los Spurs cortan a Luka. Pero el 15 de octubre firma un contrato dual con New York Knicks. El 17 de marzo de 2022, es cortado por los Knicks sin llegar a debutar con el primer equipo.
El 21 de septiembre de 2022 firma un contrato no garantizado con Boston Celtics, pero fue despedido tres días antes del comienzo de la nueva temporada. El 24 de octubre se unió a los entrenamientos de los Maine Celtics.
El 28 de marzo de 2023, firma un contrato de 10 días con Utah Jazz, renovando hasta final de temporada el 7 de abril.

### Regreso a Europa
En agosto de 2024 fichó por el Fenerbahçe de la BSL, pero un mes después quedó libre de común acuerdo, sin llegar a debutar con el equipo turco.
A principios de diciembre de 2024 firma por el Cibona de la ABA League y la liga croata, siendo la primera vez que jugaría de manera profesional para un club de su país. Pero tras solo cuatro partidos disputados abandona el equipo para fichar por el Baskonia de la Liga ACB.

## Selección nacional
Ha formado parte de las selecciones juniors croatas, debutando en el EuroBaket Sub-16 en Radom, Polonia, finalizando en la cuarta posición.
Al año siguiente disputó el EuroBasket Sub-18 División B en Tallín, Estonia, donde se llevaron el oro, y además Luka fue nombrado MVP del torneo. 
También formó parte del equipo de Croacia que participó en el EuroBasket Sub-18 de 2018 de Letonia, finalizando en decimoprimera posición.

## Estadísticas de su carrera en la NBA

### Temporada regular
| Año     | Equipo      | PJ | PT | MPP  | %TC  | %3P  | %TL  | RPP | APP | ROB | TPP | PPP |
| ------- | ----------- | -- | -- | ---- | ---- | ---- | ---- | --- | --- | --- | --- | --- |
| 2019-20 | San Antonio | 3  | 1  | 16.0 | .313 | .375 | .750 | 3.3 | 2.0 | .0  | .7  | 5.3 |
| 2020-21 | San Antonio | 33 | 4  | 9.3  | .448 | .279 | .552 | 2.1 | .5  | .2  | .2  | 3.7 |
| 2022-23 | Utah        | 7  | 4  | 23.0 | .456 | .258 | .692 | 4.3 | 2.1 | .9  | .3  | 9.9 |
| 2023-24 | Utah        | 43 | 7  | 9.4  | .380 | .203 | .786 | 2.4 | .4  | .1  | .2  | 4.1 |
| Total   | Total       | 86 | 16 | 10.7 | .411 | .247 | .706 | 2.4 | .6  | .2  | .2  | 4.5 |